# Emil Kraepelin
Emil Kraepelin je njemački psihijatar, jedan od osnivača moderne znanstvene psihijatrije, kao i psihofarmakologije i pshijatrijske genetike. Emil Kraepelin je vjerovao da je glavni uzrok svake psihijatrijske bolesti biološki ili genetički poremećaj. Njegove teorije dominirale su područjem psihijatrije na početku dvadesetog stoljeća, usprkos pojavi Sigmund Freuda i njegovih brojnih utjecajnih sljedbenika u to vrijeme, te su krajem dvadesetog stoljeća ponovno zaživjele. 
Kraepelinu se daju posebne zasluge za klasifikaciju nečega što se prije smatralo unitarnim konceptom psihoze u dvije glavne skupine psihoza:
- manično-depresivne psihoze
- dementia praecox

Alois Alzheimer je u Kraepelinovu labaratoriju otkrio patološku osnovu poremećaja koji će zahvaljujući Kraepelinovu utjecaju postati poznat kao Alzheimerova bolest. 